# Maputsoe
Maputsoe är en ort i Lesotho.   Den ligger i distriktet Leribe District, i den norra delen av landet, 60 km nordost om huvudstaden Maseru. Maputsoe ligger 1 583 meter över havet och antalet invånare är 32 117.
Terrängen runt Maputsoe är kuperad västerut, men österut är den platt. Runt Maputsoe är det ganska tätbefolkat, med 124 invånare per kvadratkilometer. Närmaste större samhälle är Leribe, 14,3 km öster om Maputsoe. Trakten runt Maputsoe består i huvudsak av gräsmarker.